# Volvo VN
Volvo VN  (так же иногда VNL) - седельный тягач, производящийся шведским автопроизводителем Volvo Trucks. Первоначально разработанный в Северной Америке, он был представлен в 1996 году, как второе поколение тягача Volvo Class 8. Для 2004 модельного года модель третьего поколения была представлена с обновлёнными капотом, фарами, обтекателями и интерьером.
Это был первый коммерческий автомобиль Volvo, который был собран в США после прекращения бренда WhiteGMC (однако Volvo не покупала основную часть интересов General Motors в седельных тягачах, до 1997 года, переименовав своё подразделение грузовиков США из Volvo GM в Volvo Trucks North America). В настоящее время он доступен исключительно для североамериканского рынка.

## В России
Не смотря на то, что эти грузовики всегда ввозились в Россию по серому и как правило с пробегом, эти машины ценятся на Российском рынке автомобилей с пробегом, поскольку сочетают в себе все плюсы Европейского и Американского типа грузовиков. После роста таможенных пошлин на грузовики в 2009 году их импорт заметно снизился, кроме того локализация производства <<FH>> так же уменьшила на них спрос. Не смотря на это грузовики <<Volvo VNL>> на дорогах России встретить можно до сих пор, чаще всего образца 2004 года.